# Еліа Казан
Е́ліа Каза́н (Казандзоглу) (англ. Elia Kazan; 7 вересня 1909, Константинополь, Османська імперія — 28 вересня 2003) — американський продюсер, сценарист, кінорежисер, лавреат «Оскара»

## Життєпис
Еліа Казандзоглу, грек за походженням, народився в Константинополі (як Еліа Казандзоглу). Родина переїхала до США, коли Еліа було 4 роки. Навчався в театральній школі Єльського університету. Починав як актор, потім став художнім керівником нью-йоркського Group-Theatre. Два роки був членом компартії, із якої вийшов у 1936 році після розколу в американській лівій інтелігенції.
В роки Другої світової війни Казан придбав загальнонаціональну популярність завдяки своїм бродвейським постановкам п'єс Теннессі Вільямса, Торнтона Вайлдера і Юджина О'Ніла. Саме завдяки його кіно- і сценічним постановкам, ці драматурги отримали статус живих класиків, а самому Казану «Кішка на розпеченому даху», «Трамвай «Бажання» і «Смерть комівояжера» принесли два «Оскари» і два «Тоні».
Еліа Казан дебютував у кіно в 1945 році з фільмом «Дерево росте в Брукліні», а вже в 1947 році одержав свого першого «Оскара» за картину «Джентльменська угода» присвячену антисемітизму, із Грегорі Пеком у головній ролі. Через шість років фільм «У порту» про корупцію у профспілках із Марлоном Брандо і Родом Стайгером отримав шість «Оскарів». На початку 1960-х років Казан почав писати книги. Два його романи — «Америка, Америка» й «Оборудка» — потім екранізували.
Але політична позиція режисера і письменника викликала чимало нарікань серед американських лібералів. У 1934 році він вступив до компартії, але вийшов з неї через півтора року. На початку «маккартизму» у 1952 році Казан під тиском відкрив імена 17 своїх товаришів, які симпатизували комунізму.
Для багатьох у Голлівуді Казан став символом слабохарактерності й зрадництва після того, як у розпал маккартизму він на допиті в комісії з розслідування антиамериканської діяльності назвав імена декількох режисерів і сценаристів, котрі, як і він, у свій час були членами компартії. Усім їм довелося піти з кіно, чи навіть залишити країну. Лише деяким удалося знову знайти творчу роботу під псевдонімами.
Сам Казан запевняв згодом, що він не назвав комісії жодного імені, котрі не були б їй відомі, але після цього випадку від нього відвернулося багато друзів, включаючи Артура Міллера. «Я зрозумів, що він із такою ж легкістю пожертвував і мною», — сказав Міллер.
У 1954 році Казан одержав свого другого «Оскара» за фільм «У порту», в якому йшлося про корупцію в профспілках. Герой цієї стрічки теж був змушений піти на співробітництво з владою, і картина вважається спробою автора виправдатися за показання в комісії Маккарті.
У 50-і роки Еліа Казан переключився на літературну працю і написав шість романів, два з яких стали бестселерами, а по двох із них — «Угода» та «Америка, Америка» — він сам зняв фільми.
Казан відкрив для кіно таких видатних акторів, як Марлон Брандо, Пол Ньюман, Наталі Вуд, Воррен Бітті, Джеймс Дін. Класикою стали екранізації Казана "Трамвай «Бажання» і «Останній магнат», фільми «На схід від Едему», «Обличчя в юрбі», «Америка, Америка».
У 1999 році режисер одержав з рук Мартіна Скорсезе та Роберта Де Ніро свого останнього почесного «Оскара» — за «досягнення всього життя», але церемонія вручення перетворилася на скандал — частина залу влаштувала йому овацію, частина — демонстративно утрималася від оплесків. Причиною цього були події 1952 року.
Паралельно із кіно режисер працював і в театрі, разом із Лі Страсбергом став засновником знаменитої акторської студії в Нью-Йорку, впровадив і сприяв розвитку нового стилю акторської гри.

## Нагороди
У цілому картини Казана удостоювалися в різних номінаціях 20 «Оскарів».

## Фільмографія
- 1945 — Дерево росте в Брукліні / A Tree Grows in Brooklyn
- 1947 — Джентльменська угода / Gentleman's Agreement
- 1950 — Паніка на вулицях / Panic in the Streets
- 1951 — Трамвай «Бажання» / A Streetcar Named Desire
- 1952 — Віва Сапата! / Viva Zapata!
- 1954 — У порту / On the Waterfront
- 1955 — На схід від раю / East of Eden
- 1976 — Останній магнат / The Last Tycoon